# 永久磁石式核磁気共鳴分光計

永久磁石式核磁気共鳴分光計の模式図

永久磁石式核磁気共鳴分光計（えいきゅうじしゃくしきかくじききょうめいぶんこうけい）は、分子の構造や運動状態などの性質を調べるための永久磁石を用いた核磁気共鳴分光計である。

## 概要
核磁気共鳴の研究の黎明期には永久磁石を使用した核磁気共鳴分光計が使用されていたが、感度や分解能が不十分で超伝導磁石を使用した機種の普及により、廃れていた。しかし、近年、希土類磁石の開発や信号処理関係の発展、液体ヘリウムの補充が不要でランニングコストの安さ等の複数の理由により、2000年代以降、再び、各国で開発が進められる。
核磁気共鳴分光計では外部磁場をかけるための磁石は、永久磁石や超伝導磁石が用いられ、電磁石を用いた装置は以前は作成されていたが、現在は使われていない。磁場が強力になるほど、スピン状態間のエネルギー差が大きくなり、その占有率の差が大きくなるため感度が上がる。またラーモア周波数は磁場に比例するため、接近した周波数を持つピーク同士の分解能も高くなる。そのため、非常に強力な磁場を発生させることが可能な超伝導磁石を使う装置が主流となっている。磁石の発生させている磁場の強度はその磁場におけるプロトンのラーモア周波数で表現される。例えば 1 T の磁場を発生させる磁石は42.57 MHz の磁石と称される。
永久磁石を用いた装置は円盤型の永久磁石を2枚平行に並べて均一な磁場を発生させる。永久磁石は横に並べるので、発生する磁場は水平方向となっている。現在、使用される永久磁石を用いた装置は大半が60 MHzから90 MHzの機種である。今となっては感度や分解能が超伝導磁石式よりも著しく劣るので研究目的として使用される機会は少なくなっているものの、永久磁石を備える装置は比較的コンパクトにまとまることや磁石自体をメンテナンスする必要が少ないという利点〔超伝導磁石は定期的に、液体ヘリウムや液体窒素を補充しなければならない〕があり、そのため、品質保証のためのルーチン分析などの用途やそれほど厳密な測定を必要としない分野や学生実験、病理検査、化学反応の監視などに使用される。永久磁石は温度により磁場が変動したりシムコイルによる磁場の調整ができないため磁場の不均一性により信号が乱れる欠点もある。この欠点を克服するため、希土類磁石を円筒状のハルバッハ配列に配置することで単1乾電池の大きさの装置で非常に一様な 0.7 T の磁場が実現でき、可搬式のNMR分光計が開発されている。近年は各社から永久磁石式NMR分光計が発売される。

## 超伝導磁石式と比較した時の利点
- 超伝導磁石式と比較して液体ヘリウムのような冷媒が不要で維持費が安い。
- 磁場の強度が弱いので専用の設置室が不要、安全性が高い。

## 超伝導磁石式と比較した時の欠点
- 分解能、感度が劣る。

## 主な用途
- 学生の実習
- 化学反応の監視
- 品質管理
- 医療機関での検査